# Too Much Coffee Man

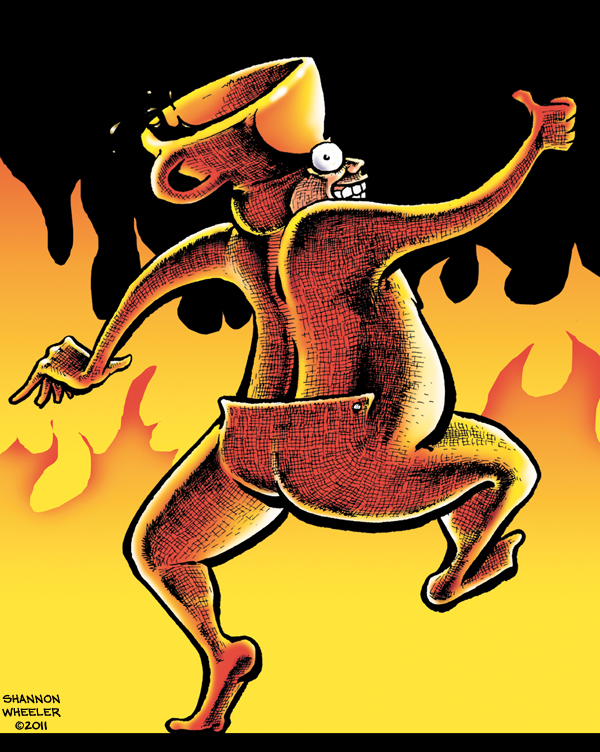
Too Much Coffee Man

Too Much Coffee Man est une bande dessinée satirique américaine créée par Shannon Wheeler. C'est aussi le nom du personnage principal de la série, qui se décline en comic strips, mini-comics, comic books, un magazine, des albums et même deux opéras.
Visuellement, Too Much Coffee Man est une parodie des super-héros. Depuis leur création, ceux-ci sont fréquemment raillés pour leurs costumes, qualifiés de « sous-vêtements longs ». Too Much Coffee Man pousse au bout la logique de l'expression en étant littéralement vêtu de sous-vêtements longs rouges en spandex. Il porte sur sa tête une tasse remplie de café. Cette apparence particulière mise à part, le personnage est un monsieur-tout-le-monde qui maugrée à propos de l'état du monde, abordant des thèmes qui vont de la politique jusqu'au comportement des gens ordinaires, et qui échange ses réflexions à ce propos avec des amis ou en s'adressant directement au lecteur.

## Format
Le strip se présente la plupart du temps dans un format d'une page ; il apparaît sous cette forme dans des comic books dédiés, des journaux underground et dans d'autres types de publications. Occasionnellement, certaines histoires sont développées sur plusieurs pages.

## Historique de la publication
Wheeler a commencé à faire des bandes dessinées pour le journal de son université en 1988 alors qu'il fréquentait l'Université de Californie à Berkeley. Après avoir déménagé au Texas en 1989 à la fin de ses études, il commence à publier une bande dessinée pour le journal de l'Université du Texas à Austin. Au début des années 1990, il crée Too Much Coffee Man, tout d'abord dans des mini-comics photocopiés servant à promouvoir une autre de ses séries intitulée Children with Glue. Too Much Coffee Man évolue par la suite jusqu'à devenir une série autonome.
Wheeler décrit ainsi la création de sa série et les thèmes qu'elle aborde : 

« En 1991, je dessinais un strip autobiographique pour The Daily Texan qui traitait de thèmes tels que l'aliénation et la solitude. Quand je le décrivais, les gens me regardaient avec un œil vitreux. J'ai créé Too Much Coffee Man d'abord comme une blague d'un goût douteux. La série traite des mêmes thèmes, sauf qu'en plus il y a le café. Les gens aiment le café. »

À ses débuts, le tirage de Too Much Coffee Man (TMCM) est de 300 exemplaires. Ces premiers exemplaires sont auto-produits, réalisés à la main et photocopiés par Wheeler. Après environ un an, TMCM titre déjà à 12 000 unités, avec une page de couverture en couleurs, le comic book étant produit dans une imprimerie. Ce comic book fut publié de 1993 à 2001, d'abord à Austin, puis à Portland (Oregon) à la suite du déménagement de Wheeler dans cette ville. De 1995 à aujourd'hui, les strips ont été distribués sur le Web, d'abord en parallèle avec le comic book, puis exclusivement. Depuis la fin des années 1990, Dark Horse Comics publie des recueils en albums reprenant les strips.

## Personnages
Too Much Coffee Man est le personnage principal de la série. Il porte des sous-vêtements longs rouges en spandex et une grande tasse de café en guise de couvre-chef. Il porte une tasse remplie de café ; il n'est pas précisé dans la série si cette tasse est un simple-couvre chef ou si elle est physiquement reliée au personnage. Too Much Coffee Man ne dort jamais, et est extrêmement nerveux en raison de sa consommation excessive de caféine. Il passe le plus clair de son temps dans son appartement ou au café de son quartier, discutant de questions politiques et des vicissitudes de la vie urbaine avec ses acolytes. Au cours de la série, il s'est aussi rendu dans l'Espace, et a été incarcéré dans une prison américaine.
Too Much Espresso Guy est l'un de ses amis. Il est de caractère particulièrement cynique. Il porte sur la tête une tasse à expresso attachée en bandoulière. 
Too Much German White Chocolate Woman With Almonds est une amie commune des deux personnages. Elle est de teint pâle, de nature très anxieuse, et a de grandes amandes sur le visage.
Underwater Guy est un autre de leurs amis. Il est vêtu d'une combinaison de plongée et porte un masque et un tuba. 
Mystery Woman est l'amoureuse secrète de Too Much Coffee Man.

## Apparition dans d'autres médias
Télévision
En 1994, le fabricant de chaussure Converse a acquis les droits du personnage pour l'utiliser dans un spot publicitaire de 15 secondes diffusé pour la première fois pendant un épisode de Saturday Night Live. Too Much Coffee Man a aussi été utilisé par la marque Hewlett-Packard. Marvel Comics et le réseau de télévision par câble Comedy Central ont développé un projet de dessin animé adapté de la série avec la compagnie d'animation Nelvana en 2000 et 2001. Le projet ne s'est finalement pas concrétisé.
Bande dessinée en ligne
Avec ses gains de la publicité Converse, Wheeler a acheté un ordinateur puis créé le site tmcm.com pour y publier sa série en ligne. Le site a été lancé le 7 décembre 1995. Il est toujours actif, de nouveaux strips de Too Much Coffee Man y étant publiés chaque semaine.
Magazine
Le Too Much Coffee Man Magazine a été publié à Portland de 2002 à 2006.
Autres publications
De 1994 à 1996, Too Much Coffee Man a été publié dans les numéros 92 à 95 et 100 à 111 de l'anthologie Dark Horse Presents (Dark Horse Comics). En 1997, l'éditeur a rassemblé ces strips dans un album hors-série intitulé Too Much Coffee Man Saves the Universe.
Opéra
L'opéra Too Much Coffee Man a été joué pour la première fois en 2006. Un deuxième opéra a été produit deux ans plus tard. Le premier opéra, créé par Wheeler et le compositeur Daniel Steven Crafts a été présenté dans la presse comme la première adaptation de comic book en opéra. L'œuvre a été jouée pour la première fois au Brunish Hall, Center for Performing Arts à Portland, Oregon, le 22 septembre 2006. Wheeler a ensuite collaboré avec l'auteur de comics basé à Portland Carolyn Main pour produire un second opéra. Cette nouvelle version étendue intitulée Too Much Coffee Man: The Refill, a également été créé à Brunish Hall, en avril 2008.
Musique
En 2000, le musicien de jazz Bob Dorough a enregistré un CD intitulé Too Much Coffee Man. Le personnage apparaît sur la couverture, dessinée par Shannon Wheeler. Il contient notamment une chanson du même nom, qui aurait dû être le thème de la série animée adaptée du comic ainsi qu'une reprise d'un titre de Dick Miles, The Coffee Song.

## Prix et récompenses
- 1995 : Prix Eisner de la meilleure nouvelle série

## Albums
- Too Much Coffee Man's Guide for the Perplexed (Dark Horse, 1998)  (ISBN 1-56971-289-1)
- Too Much Coffee Man's Parade of Tirade (Dark Horse, 2000)  (ISBN 1-56971-437-1)
- Too Much Coffee Man's Amusing Musings (Dark Horse, 2001)  (ISBN 1-56971-663-3)
- How to be Happy (Dark Horse, 2005)  (ISBN 1-59307-353-4)
- Screw Heaven, When I die I'm Going to Mars (Dark Horse, 2007)  (ISBN 1-59307-820-X)
- Too Much Coffee Man Omnibus (Dark Horse, août 2011)  (ISBN 1-59582-307-7)
- Too Much Coffee Man: Cutie Island and Other Stories (BOOM! Studios, mars 2012)  (ISBN 1-60886-098-1)

### Documentation
- Philippe Touboul, « Café frappé », BoDoï, no 52,‎ mai 2002, p. 89.